# Cuba, une odyssée africaine
Cuba, une odyssée africaine és una pel·lícula documental francesa realitzada en 2007 i dirigida per Jihan El Tahri.

## Argument
Durant la Guerra Freda, quatre adversaris amb interessos oposats es van enfrontar al continent africà: els soviètics volien estendre la seva influència sobre un nou territori, els Estats Units pretenien apropiar-se La riquesa natural d'Àfrica, els antics imperis sentien vacil·lar el seu poder colonial i les joves nacions defensaven la seva recent independència adquirida. Els joves revolucionaris com Patrice Lumumba, Amílcar Cabral o Agostinho Neto van cridar els guerrillers cubans per ajudar-los en la seva lluita. I Cuba va començar a tenir un paper central en la nova estratègia ofensiva del tercer món contra el colonialisme. De Che Guevara al Congo a Cuito Cuanavale a Angola, aquesta pel·lícula explica la història d'aquests internacionals, la saga del qual explica el món d'avui: van guanyat totes les batalles, però van acabar perdent la guerra.

## Fitxa tècnica
- Realització: Jihan El Tahri
- Producció: Temps Noir
- Guió: Jihan El Tahri
- Imatge: Frank Meter Lehmann
- So: James Baker
- Música: Les Frères Guissé
- Muntatge: Gilles Bovon

## Premis
- Premi Millor projecte al Sunny Side del Docs de Marsella, França (2006)
- Millor Director al Festival Vues d'Afrique de Montreal, Canadà (2007)
- Menció del jurat al FESPACO d'Ouagadougou, Burkina Faso (2007)[4]